# Christian Tröger
Christian Alexander Tröger (Monaco di Baviera, 6 ottobre 1969) è un ex nuotatore tedesco.
Specializzato nello stile libero ha vinto tre medaglie di bronzo nelle staffette alle Olimpiadi di Barcellona 1992 e di Atlanta 1996.

## Palmarès
- Olimpiadi

Barcellona 1992: bronzo nella 4x100m sl.
Atlanta 1996: bronzo nella 4x100m sl e nella 4x200m sl.
- Mondiali in vasca corta

Palma di Majorca 1993: argento nella 4x200m sl.
Göteborg 1997: oro nella 4x100m sl.
Atene 2000: bronzo nella 4x100m sl.
- Europei

Sheffield 1993: argento nella 4x200m sl e bronzo nella 4x100m sl.
Vienna 1995: argento nella 4x100m sl.
Siviglia 1997: argento nella 4x100m sl e 4x100m misti.
Istanbul 1999: argento nella 4x100m misti e bronzo nella 4x100m sl.
Helsinki 2000: argento nella 4x100m sl.
- Europei in vasca corta

Rostock 1996: oro nella 4x50m sl.
- Vincitore della Coppa del Mondo delle distanze brevi sl nel 1996

- Universiadi

Sicilia 1997: bronzo nei 100m sl e nella 4x200m sl.